# Zamarada paxilla
Zamarada paxilla är en fjärilsart som beskrevs av Fletcher 1974. Zamarada paxilla ingår i släktet Zamarada och familjen mätare. Inga underarter finns listade i Catalogue of Life.